# Марчанизе
Марчанизе (итал. Marcianise) — город в Италии, располагается в регионе Кампания, в провинции Казерта.
Население составляет 43 139 человек (на 2004 г.), плотность населения составляет 1329 чел./км². Занимает площадь 30 км². Почтовый индекс — 81025. Телефонный код — 0823.
Покровителем населённого пункта считается Архангел Михаил. Праздник ежегодно празднуется 8 мая.

## Спорт
В городе базируется футбольный клуб «Реал Марчанизе».